# Матамата (город)
Матамата (англ. Matamata) — город на о. Северный Новой Зеландии,  регион Уаикато (англ. Waikato).

## Описание
Город расположен у подножия горной гряды Каймай (англ. Kaimai Ranges).
Население города составляет 6 000 человек, ещё 6 000 проживает в окрестностях. И является центром процветающего сельскохозяйственного района.
В Матамате нет железнодорожной станции и аэропорта. Ближайшая железнодорожная станция в городе Хамильтон (англ. Hamilton), 62 км, где так же расположен международный аэропорт.
Ближайший аэропорт расположен в городе Тауранга (англ. Tauronga) 52 км, Окленд 162 км.

## Хоббитон
После того, как в окрестностях проходили съёмки Хоббитона и Шира для кинотрилогии «Властелин колец» Питера Джексона Матамата стал также известен в мире как Хоббитон (англ. Hobbiton). После правительство Новой Зеландии решило оставить норы хоббитов как туристический аттракцион (хотя обычно, в соответствии с законами страны, все съёмочные места на природе должны быть возвращены к первоначальному состоянию). На главной дороге при въезде в город установлен щит «Добро пожаловать в Хоббитон». В 2011 году здесь опять снимали Шир для трилогии «Хоббит».